# دزاكي اسراف
محمد دزاكي أشرف هويدي صيام (من مواليد 6 فبراير 2003) هو لاعب كرة قدم إندونيسي محترف يلعب كجناح لنادي Liga 1 PSM Makassar.